# Богдановское сельское поселение (Кировская область)
Богдановское сельское поселение — муниципальное образование в составе Уржумского района Кировской области России, существовавшее в 2006 - 2012 годах.
Центр — деревня Богданово.

## История
Богдановское сельское поселение образовано 1 января 2006 года согласно Закону Кировской области от 07.12.2004 № 284-ЗО.
28 апреля 2012 года в соответствии с Законом Кировской области № 141-ЗО поселение включено в состав Уржумского сельского поселения.

## Состав
В поселение входили 10 населённых мест:
- деревня Богданово
- деревня Берсениха
- деревня Калинино
- деревня Лялькино
- деревня Малая Ашлань
- деревня Овсянниково
- село Пустополье
- деревня Русская Биляморь
- деревня Саломатово
- деревня Страбыкино